# Лунка Озунулуј (Ковасна)
Лунка Озунулуј (рум. Lunca Ozunului) насеље је у Румунији у округу Ковасна у општини Озун. Oпштина се налази на надморској висини од 505 m.

## Становништво
Према подацима из 2002. године у насељу је живело 189 становника.

### Попис2002.
| Расподела становништва по националности 2002.‍ | Расподела становништва по националности 2002.‍ | Расподела становништва по националности 2002.‍ | Расподела становништва по националности 2002.‍ | Расподела становништва по националности 2002.‍ |
| --------------------------------------------- | --------------------------------------------- | --------------------------------------------- | --------------------------------------------- | --------------------------------------------- |
|                                               |                                               |                                               |                                               |                                               |
| Румуни                                        | Румуни                                        |                                               | 179                                           | 94,7%                                         |
| Мађари                                        | Мађари                                        |                                               | 10                                            | 5,3%                                          |